# 일산서구
일산서구(一山西區)는 고양시의 서쪽에 있는 구이다. 2005년 5월 16일 일산구 일산동을 가로지르는 고봉로를 기준으로 동서로 분구하여 신설되었다.

## 역사
일산동과 주엽동은 고양군 중면, 나머지 지역은 고양군 송포면 지역이다.
- 고구려 : 개백현
- 신라시대 : 고봉현
- 1413년 조선 태종 13년 : 고양현

고양이라는 이름은 1413년 조선 태종 13년에 고봉현의 '고'자와 덕양현의 '양'자를 합쳐서 만듦
- 1471년 조선 성종 2년 : 고양군으로 승격
- 1914년: 송산면(松山面)과 사포면(巳浦面)을 송포면(松浦面)으로 합면.[5] 중면은 그대로 둚
- 1980년: 중면이 일산읍으로 승격
- 1992년 2월 1일 : 고양시로 승격
- 1996년 3월 1일 : 고양시 분구에 따라 일산구가 신설
- 2005년 5월 16일 : 일산구를 일산서구와 일산동구로 분구하고,[6] 일산동 중 일산동구의 관할이 된 지역을 별개의 법정동(정발산동, 중산동)으로 분리했다.
- 2019년 2월 25일 : 청사가 신축됨에 따라, 구청을 대화동 2199에서 중앙로 1600 (대화동 2321)로 이전하였다.
- 2022년 1월 3일 : 탄현동을 탄현1,2동으로, 송산동을 행정동 덕이동, 가좌동으로 각각 분동함과 동시에 행정동 송산동을 폐지했다.

## 문화
과거 송포면 대화리 지역에 고양송포호미걸이라는 민속놀이가 존재하였다. 그러나 현재 송포호미걸이 보존회는 옛 송포면 지역이 아닌 일산동구에 소재한다.

## 행정 구역
일산서구의 행정 구역은 11개의 행정동과 8개의 법정동, 219통, 1,447반으로 구성되어 있다. 일산서구의 면적은 42.56 km2로, 고양시 전체 면적(267.41 km2)의 16%를 차지하고 있다. 인구는 2016년 12월 말 주민등록 기준으로 30만0839 명, 10만8475 가구이다.

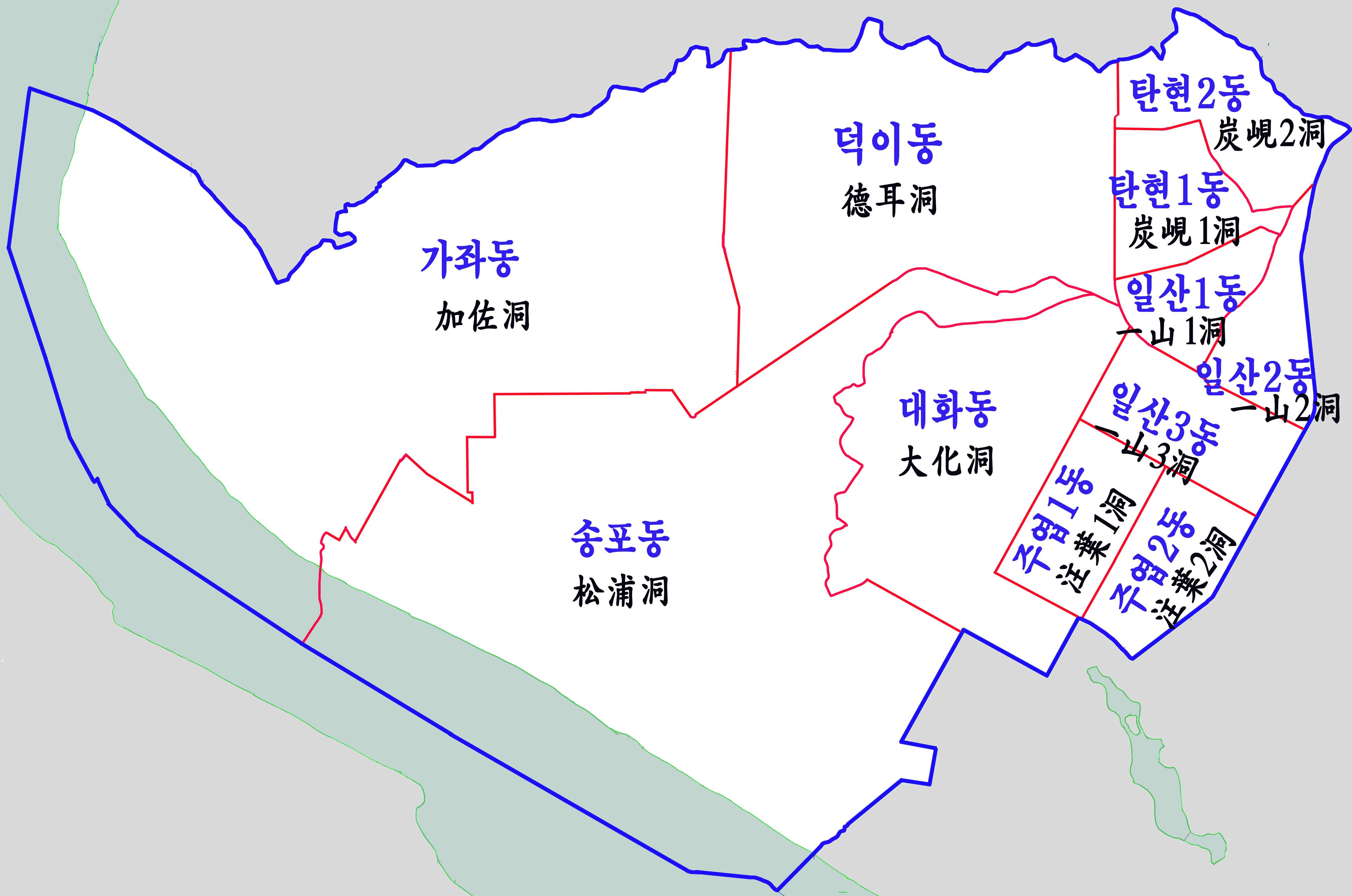
일산서구 행정구역

| 행정동   | 한자     | 면적 (km2) | 인구 (명) | 세대    |
| -------- | -------- | ---------- | --------- | ------- |
| 대화동   | 大化洞   | 3.52       | 33,153    | 13,780  |
| 덕이동   | 德耳洞   | -          | -         | -       |
| 가좌동   | 加佐洞   | -          | -         | -       |
| 송포동   | 松浦洞   | 13.17      | 17,799    | 6,060   |
| 일산1동  | 一山1洞  | 0.65       | 30,091    | 10,545  |
| 일산2동  | 一山2洞  | 0.82       | 21,036    | 8,319   |
| 일산3동  | 一山3洞  | 1.12       | 38,583    | 12,224  |
| 주엽1동  | 注葉1洞  | 0.97       | 30,272    | 10,820  |
| 주엽2동  | 注葉2洞  | 0.96       | 31,565    | 11,935  |
| 탄현1동  | 炭峴1洞  | -          | -         | -       |
| 탄현2동  | 炭峴2洞  | -          | -         | -       |
| 일산서구 | 一山西區 | 42.56      | 300,839   | 108,475 |

## 인구
고양시 일산서구의 연도별 인구(내국인) 추이
| 연도   | 총인구    |
| ------ | --------- |
| 2005년 | 213,790명 |
| 2010년 | 254,044명 |
| 2015년 | 277,925명 |
| 2020년 | 302,538명 |

## 교육 기관
- 고등학교

|  | 경기영상과학고등학교, 백송고등학교, 주엽고등학교, 일산대진고등학교, 일산고등학교, 일산동고등학교, 신일비즈니스고등학교, 가좌고등학교, 일산고등학교, 고양예술고등학교, 일산국제컨벤션고등학교, 대화고등학교 |

- 중학교

|  | 일산동중학교, 현산중학교, 대송중학교, 신일중학교, 한수중학교, 장성중학교, 송산중학교, 발산중학교, 오마중학교, 일산중학교, 송산중학교, 호곡중학교, 대화중학교 |

- 초등학교

|  | 강선초등학교, 신촌초등학교, 오마초등학교, 장촌초등학교, 덕이초등학교, 주엽초등학교, 고봉초등학교, 신일초등학교, 가좌초등학교, 일산초등학교, 장성초등학교, 한내초등학교, 송포초등학교, 황룡초등학교, 상탄초등학교, 호곡초등학교, 한뫼초등학교, 한수초등학교, 현산초등학교, 성저초등학교, 문화초등학교, 대화초등학교, 문촌초등학교, 고양신일초등학교 |

- 특수학교

|  | - 고양밝은학교 - 고양홀트학교 |

## 청사 문제
기존의 옛 일산구청이 일산동구에 있어 일산동구가 옛 일산구청을 일산동구청으로 그대로 사용하는 것과는 달리, 일산서구의 경우 임시로 상가건물을 임대하여 청사로 사용하고 있었다. 정식 신청사에 대한 건립계획이 나왔지만, 정부의 일반구와 동의 통폐합 문제로 2008년부터 무기한 연기되었고, 2010년에 들어서는 용인시 등의 지방자치단체에서의 호화 청사와 에너지 효율 등의 논란이 불거지면서 건립계획 자체가 중단되기에 이르렀다. 2017년 1월 24일 일산서구 대화동 고양종합운동장 인근 부지에 일산서구청사 착공식을 열었다. 청사는 2018년 12월 말 완공되었으며, 2019년 상반기 개청했다.

## 갤러리

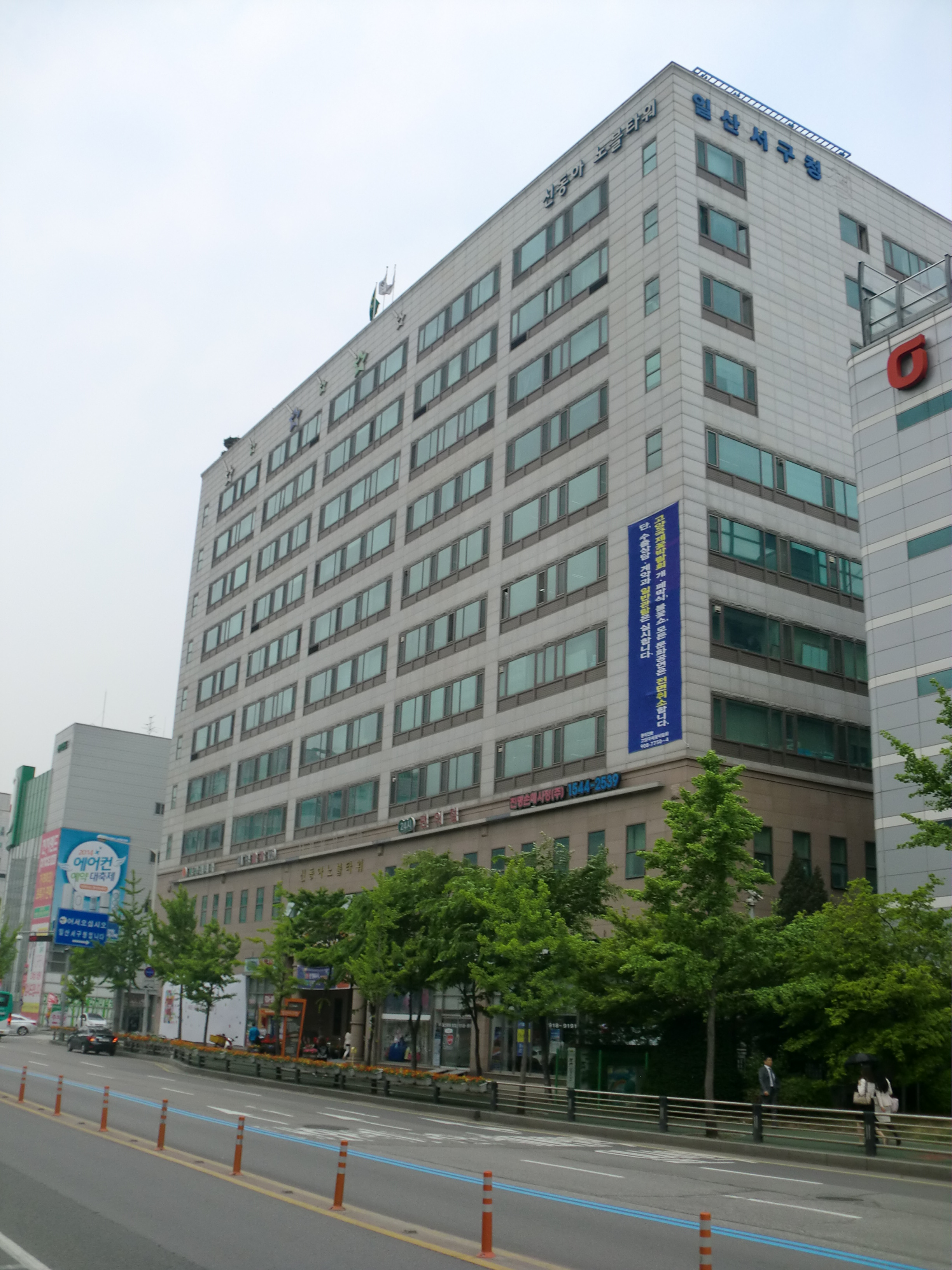
구 일산서구청

## 교통

### 철도
- 한국철도공사
  - 일산선 (● 수도권 전철 3호선)
(시종착역) ← 대화역 - 주엽역 → (일산동구)
  - 경의선 (● 수도권 전철 경의·중앙선)
(파주시) ← 탄현역 - 일산역 → (일산동구)
  - 서해선(● 수도권 전철 서해선)
일산역→ (일산동구) → (덕양구)
- SG레일
  - ● 수도권 광역급행철도 A노선
(파주시) ← 킨텍스역  → (덕양구)

### 도로
- 국도 제77호선

- 고양시 일산서구 송포동 - 가좌동